# Wist naturalny
Wist naturalny – najstarszy i najbardziej popularny na świecie system wistowy w brydżu. Oto jego zasady:
- z sekwensu wistujemy najstarszą kartą, również gdy posiadamy wewnętrzny sekwens,
- z blotek wistujemy kartą najstarszą,
- z drugiego honoru wistujemy honorem,
- spod trzeciej figury wistujemy najmłodszą kartą,
- spod czwartej lub dłuższej figury wistujemy czwartą najstarszą kartą (czwarta najlepsza).

Często stosuje się modyfikację wistu z trzech blotek zwaną MUD (ang. Middle Up Down). Polega ona na wistowaniu z trzech blotek środkową kartą, a następnie dokładaniu karty wyższej. Dzięki temu ustaleniu możliwe jest rozróżnienie wistu z dubla od wyjścia z trzech blotek.

## Tabela wyjść przykładowych (naturalny do odwrotnego)
| Wist naturalny                 | Wist odwrotny                  |
| ------------------------------ | ------------------------------ |
| 7 2; 8 6 3; 9 8 5 4            | 7 2; 8 6 3 potem 3; 9 8 5 4    |
| K 3; K 8 2; K 8 5 4; K 8 5 4 2 | K 3; K 8 2; K 8 5 4; K 8 5 4 2 |
| A K 2; A K; K D 3; K D         | A K 2; A K; K D 3; K D         |
| K W 10 4; D 10 9 8; K 8 2      | K W 10 4; D 10 9 8; K 8 2      |
| K W 9                          |                                |

W wiście odwrotnym zachęcamy małą blotką, a w naturalnym dużą